# Ector (Teksas)
Ector je grad u američkoj saveznoj državi Teksas. Prema popisu stanovništva iz 2010. u njemu je živjelo 695 stanovnika.